# Мюз (Пенсільванія)
Мюз (англ. Muse) — переписна місцевість (CDP) в США, в окрузі Вашингтон штату Пенсільванія. Населення — 2525 осіб (2020).

## Географія
Мюз розташований за координатами 40°17′32″ пн. ш. 80°12′20″ зх. д. / 40.29222° пн. ш. 80.20556° зх. д. (40.292330, -80.205553).  За даними Бюро перепису населення США в 2010 році переписна місцевість мала площу 4,02 км², уся площа — суходіл.

## Демографія
Згідно з переписом 2010 року, у переписній місцевості мешкали 2504 особи в 854 домогосподарствах у складі 699 родин. Густота населення становила 623 особи/км².  Було 909 помешкань (226/км²).
Расовий склад населення:
| - 96,5 % — білих - 1,4 % — чорних або афроамериканців - 1,0 % — азіатів - 0,2 % — корінних американців |

До двох чи більше рас належало 0,9 %. Частка іспаномовних становила 0,6 % від усіх жителів.
За віковим діапазоном населення розподілялося таким чином: 31,5 % — особи молодші 18 років, 58,3 % — особи у віці 18—64 років, 10,2 % — особи у віці 65 років та старші. Медіана віку мешканця становила 37,4 року. На 100 осіб жіночої статі у переписній місцевості припадало 98,4 чоловіків;  на 100 жінок у віці від 18 років та старших — 99,0 чоловіків також старших 18 років.
Середній дохід на одне домашнє господарство  становив 101 311 долар США (медіана — 88 833), а середній дохід на одну сім'ю — 111 014 долари (медіана — 95 536). За межею бідності перебувало 1,9 % осіб, у тому числі 1,3 % дітей у віці до 18 років та 7,2 % осіб у віці 65 років та старших.
Цивільне працевлаштоване населення становило 1335 осіб. Основні галузі зайнятості: науковці, спеціалісти, менеджери — 18,5 %, освіта, охорона здоров'я та соціальна допомога — 15,7 %, виробництво — 14,4 %.